# Pegagan Julu VI
Pegagan Julu VI is een bestuurslaag in het regentschap Dairi van de provincie Noord-Sumatra, Indonesië. Pegagan Julu VI telt 2280 inwoners (volkstelling 2010).